# Hofheim am Taunus
Hofheim am Taunus er administrationsby i landkreisen Main-Taunus, i den tyske delstat Hessen.

## Geografi
Byen er placeret på sydsyden af Taunus-kæden, 17 km vest for centrum af Frankfurt am Main, 17 km øst for Wiesbaden og Mainz. Flughafen Frankfurt Main ligger 12 km syd for byen.